# Слободка (Львовская область)
Слободка (укр. Слобідка) — село в Стрыйской городской общине Стрыйского района Львовской области Украины.
Население по переписи 2001 года составляло 768 человек. Занимает площадь 9,34 км². Почтовый индекс — 82480. Телефонный код — 3245.